# Maike van der Duin
Maike van der Duin (født 12. september 2001) er en hollandsk professionel cykelrytter, som kører for Canyon//SRAM zondacrypto.